# Équipe de Corée du Sud féminine de baseball
Uniformes
L'Équipe de Corée du Sud de baseball féminin représente la Fédération coréenne de baseball lors des compétitions internationales comme la Coupe du monde.
Son premier match s'est déroulé contre Hong Kong en 2004 au Japon. 
Elle participe à la Série Mondiale de baseball féminin en 2004,, un événement qui disparait ensuite au profit de la Coupe du monde de baseball féminin. 
Depuis 2008, elle participe à la Coupe du monde et son meilleur résultat est une sixième place en 2008. Elle est en huitième position au Classement mondial de l'IBAF au 1er septembre 2010.

## Palmarès
Série mondiale:
- 2004 : 8e

Coupe du monde:
- 2008 : 6e
- 2010 : 9e